# Кроттельбах
Кроттельбах (нем. Krottelbach) — община в Германии, в земле Рейнланд-Пфальц. 
Входит в состав района Кузель. Подчиняется управлению Глан-Мюнхвайлер.  Население составляет 735 человек (на 31 декабря 2010 года). Занимает площадь 5,56 км².